# Шкала Рихтера

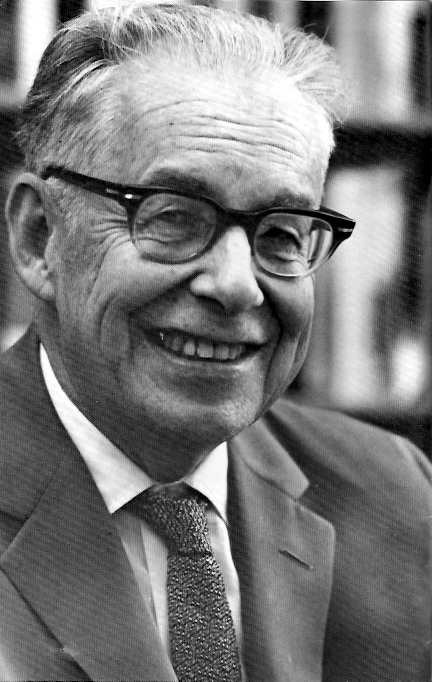
Чарльз Фрэнсис Рихтер

Шкала магнитуд Рихтера служит для измерения силы («размера») землетрясений; была предложена в 1935 году американским сейсмологом Чарльзом Фрэнсисом Рихтером и обозначается как «ML» или «ML».
Рихтер предложил для оценки силы землетрясения (в его эпицентре) десятичный логарифм перемещения A (в микрометрах) иглы стандартного сейсмографа Вуда — Андерсона, расположенного на расстоянии не более 600 км от эпицентра:
{\displaystyle M_{L}=\lg A+f,} где f — корректирующая функция, вычисляемая по таблице в зависимости от расстояния до эпицентра. Энергия землетрясения примерно пропорциональна {\displaystyle A^{3/2},} то есть увеличение магнитуды на 1,0 соответствует увеличению амплитуды колебаний в 10 раз и увеличению энергии примерно в 32 раза.
Эта шкала имела несколько существенных недостатков:
- Рихтер использовал для градуировки своей шкалы малые и средние землетрясения южной Калифорнии, характеризующиеся малой глубиной очага.
- Из-за ограничений используемой аппаратуры шкала Рихтера была ограничена значением около 6,8.
- Предложенный способ измерения учитывал только поверхностные волны, в то время как при глубинных землетрясениях существенная часть энергии выделяется в форме объёмных волн.

В течение следующих нескольких десятков лет шкала Рихтера уточнялась и приводилась в соответствие с новыми наблюдениями. Сейчас существует несколько производных шкал, самыми важными из которых являются: Магнитуда объёмных волн и Магнитуда поверхностных волн (см. Магнитуда землетрясения). Однако многие средства массовой информации по-прежнему называют их величинами «Рихтера».
Все упомянутые шкалы сохраняют логарифмический характер оригинала и имеют приблизительно сопоставимые числовые значения.